# 新荷蘭 (喬治亞州)
新荷蘭（英語：New Holland）是位於美國喬治亞州霍爾縣的一個非建制地區。該地的面積和人口皆未知。

## 地理
新荷蘭的座標為34°18′25″N 83°48′09″W / 34.30694°N 83.80250°W，而該地的平均海拔高度為359米（即1178英尺）。